# Національна футбольна ліга (Австралія)
Про чемпіонати Австралії з 2005 року див. A-League
Національна футбольна ліга (англ. National Soccer League) — вищий дивізіон чемпіонату Австралії, який існував з 1977-го до 2004 року. На зміну йому прийшла А-Ліга.

## Історія
Ліга була заснована в 1977 році. За двадцять вісім сезонів існування NSL її учасниками стали 42 клубу. Чемпіон ліги отримував право представляти Австралію в Клубному чемпіонаті Океанії. У сезоні 2001/02 у Вищому дивізіоні грало 13 клубів, замість 16. Такий формат проіснував три сезони, аж до зникнення турніру. До сезону 2012/2013 в A-Лізі залишилося лише три клуби, що грали до 2004 року в National Soccer League: Аделаїда Юнайтед, Ньюкасл Юнайтед Джетс і Перт Глорі. Інші клуби або були розформовані, або грають в аматорських лігах Австралійського чемпіонату.